# Domps
Domps település Franciaországban, Haute-Vienne megyében. Lakosainak száma 99 fő (2022. január 1.). Domps Chamberet, Eymoutiers, Sainte-Anne-Saint-Priest, Saint-Gilles-les-Forêts és Sussac községekkel határos.

## Népesség
A település népességének változása:
| Lakosok száma | 120  | 124  | 123  | 118  | 113  | 107  | 101  | 99   | 99   |
|               | 2013 | 2015 | 2016 | 2017 | 2018 | 2019 | 2020 | 2021 | 2022 |